# ديفيد ريتشارد بيتش
ديفيد ريتشارد بيتش، الحاصل على وسام الإمبراطورية البريطانية (MBE) (مواليد 1954)، كان أمينًا لمجموعات الطوابع في المكتبة البريطانية بين عامي 1983 و2013. وهو زميل ورئيس سابق للجمعية الملكية لهواة جمع الطوابع في لندن (RPSL). في عام 2013، أُعلن عن فوز بيتش بجائزة سميثسونيان للإنجاز في مجال هواة جمع الطوابع تقديرًا لإنجازاته المتميزة طوال حياته في مجال الطوابعية.

## حياته ونشأته
وُلِد ديفيد بيتش عام 1954. كان يجمع طوابع البريد البريطانية الخاصة في طفولتهِ بما في ذلك طوابع السكك الحديدية وطوابع الكليات وشركات التوصيل الدائرية البريطانية وطوابع طرود الحافلات، لكنهُ توقف عن جمع الطوابع شخصيًا عندما انضم إلى شركة المزادات الطوابعية H. R. Harmer Limited في عام 1970. وهو ابن عم جون هولمان.

## وظيفتهُ في المكتبة البريطانية
أصبح بيتش أمينًا في المكتبة البريطانية في عام 1983 حيث كانت إحدى مهامه الأولى إنشاء مكتبة مرجعية لطوابع البريد والتي زاد عددها إلى ما يقرب من عشرة آلاف مجلد بحلول عام 2003. أصبح رئيسًا لمجموعة الطوابع البريدية في عام 1991.

## تنظيم وترتيب مجموعات الطوابع البريطانية
ينشط بيتش في مجال جمع الطوابع المنظم. في عام 1974، أصبح عضوًا في لجنة المعارض التابعة للمعرض البريطاني لهواة جمع الطوابع، وفي عام 1980، أصبح عضوًا في مجلس الاتحاد البريطاني لهواة جمع الطوابع، ثم عضوًا في رابطة جمعيات هواة جمع الطوابع البريطانية. كان عضوًا في مجلس الجمعية الوطنية لهواة جمع الطوابع من عام 1981 إلى عام 1996. كان مراقبًا للمعارض في المعرض الدولي لهواة جمع الطوابع في لندن عام 1980، وعضوًا في لجنة هواة جمع الطوابع ومجموعة تصميم محكمة الشرف لمعرض عالم الطوابع في لندن عام 1990. وهو عضو في الجمعية الملكية لهواة جمع الطوابع في نيوزيلندا، والجمعية الملكية لهواة جمع الطوابع في كندا، ونادي هواة جمع الطوابع في نيويورك، والمكتبة الأمريكية لأبحاث هواة جمع الطوابع، والأكاديمية الأوروبية لهواة جمع الطوابع. وهو أيضًا أمين صندوق إيرادات هواة جمع الطوابع.
لقد كان بيتش رئيسًا للجمعية الملكية لهواة جمع الطوابع من عام 2003 إلى عام 2005. في عام 2012، حصل على وسام الإمبراطورية البريطانية لخدماتهِ في مجال هواية جمع الطوابع، وفي عام 2013 حصل على جائزة مؤسسة سميثسونيان للإنجاز في مجال الطوابعية "لإنجازاته المتميزة مدى الحياة في مجال هواية جمع الطوابع".
كان بيتش أحد المؤسسين المشاركين للرابطة الدولية لمكتبات طوابع البريد الدولية.

## طوابع غرينيل التبشيرية
كان بيتش فعالاً في فحص طوابع مبشري هاواي من قبل الجمعية الملكية لهواة جمع الطوابع في لندن في الفترة من 2002 إلى 2004، ورتب الوصول إلى طوابع مبشري جزر هاواي الموجودة في مجموعة تابلينج للطوابع في المكتبة البريطانية.

## من مؤلفاته

### الكتب
- New Zealand and Dependencies – A Philatelic Bibliography, Thames, New Zealand, 2004. (With Allan P. Berry & Robin M. Startup) (ردمك 0-476-00516-7)

### المقالات
- "Philatelic research at the British Library", Cross Post, The Friends of Postal Heritage, 10 (3), 2004, pp. 119–128. Download link.
- "Stamp albums in the Printed Book Collections of the British Library", Philatelic Literature Review, American Philatelic Research Library, 54 (1st quarter), 2005, pp. 16–24. نسخة محفوظة 22 July 2011 على موقع واي باك مشين..
- "New Zealand Philately at the British Library" in The New Zealand Stamp Collector, The Royal Philatelic Society of New Zealand and The New Zealand Philatelic Federation, 85, 2005, pp. 38–41. نسخة محفوظة 22 July 2011 على موقع واي باك مشين..
- "The British Library Philatelic Collections 1998 to 2005" a paper given at a meeting of the Royal Philatelic Society London, 17 November 2005. نسخة محفوظة 22 July 2011 على موقع واي باك مشين..
- "Philatelic Research – a basic guide" in Stamp Lover, National Philatelic Society, 100, 2008, pp. 101–104. نسخة محفوظة 22 July 2011 على موقع واي باك مشين..
- Great Britain and Ireland: The Carriage of Parcels by Tramway and Omnibus: Services and Stamps. London: British Library, 2008.
- "Notes for philatelic researchers" in The London Philatelist, The Royal Philatelic Society London, 118, 2009, pp. 8–11. نسخة محفوظة 22 July 2011 على موقع واي باك مشين..
- "The Printing Plate of the Mauritius 1847 Post Office Issue" in The London Philatelist, Vol. 121, No. 1392, Jan/Feb 2012, pp. 2–9.